# Dimitrie Sturdza
Dimitrie Sturdza, nombre completo Dimitrie A. Sturdza-Miclăușanu (Miclăușeni, 10 de marzo de 1833-Bucarest, 21 de octubre de 1914),  fue un político rumano de finales del siglo XIX, varias veces primer ministro de Rumania y presidente de la Academia Rumana entre 1882 y 1884.

## Biografía
Nació en Iași, en Moldavia, y estudió en la Academia Mihăileană de la localidad del mismo nombre; luego continuó los estudios en Alemania. Participó en los movimientos políticos de la época, y fue secretario privado del príncipe Alejandro Juan Cuza, primer soberano común a los dos principados rumanos (Valaquia y Moldavia). Más tarde se opuso a las maneras cada vez más autoritarias de Cuza, se unió a Ion Brătianu y otros para derrocarlo (1866) y participó en el Gobierno liberal que se formó tras la destitución.
En 1892 fue elegido jefe del Partido Nacional Liberal para suceder a Brătianu y fue cuatro veces primer ministro del país. Formó su último gabinete a petición del rey Carol I, que lo llamó para que tratase el grave problema de la Revuelta campesina de 1907, que fue sofocada draconianamente.
Aunque conocido por su capacidad de trabajo, era también famoso por su nacionalismo. Hostil a los que consideraba extranjeros (en consonancia con las políticas antisemitas de su partido), respaldó la prohibición a estos de ocupar numerosos puestos.
Fue nombrado secretario permanente de la Academia Rumana y se convirtió en una reconocida autoridad de la numismática rumana. Como secretario de la Academia desempeñó un papel decisivo en la publicación de las colecciones de documentos históricos realizados por Constantin Hurmuzachi (30 vols., Bucarest, desde 1876 hasta 1897), otras actas y documentos, además de ciertos ensayos políticos de importancia menor.
Su hijo Alexander Sturdza, coronel del Ejército rumano, desertó a los alemanes en 1916, durante la Primera Guerra Mundial I.